# Танават Тирапонгпайбон
Танават Тирапонгпайбон (на тайски: ธนวัฒน์ ถิรพงศ์ไพบูลย์) е тайландски професионален играч на снукър.
Роден е на 14 декември 1993 г. През сезон 2010/2011 е най-младият участник в професионалния тур. Той е също така и най-младият играч в историята на спорта, постигнал официален максимален брейк от 147 точки в професионален турнир – прави го на възраст 16 години и 312 дена.